# Teluk Medan
Teluk Medan is een bestuurslaag in het regentschap Indragiri Hilir van de provincie Riau, Indonesië. Teluk Medan telt 682 inwoners (volkstelling 2010).